# バルニバービ
株式会社バルニバービ（英語: BALNIBARBI CO., LTD.）は、大阪市西区に本店を置く外食事業およびレジャー・ホテル事業を展開する企業である。

## 概要
佐藤裕久が1991年9月に創業した、有限会社バルニバービ総合研究所が源流で、1995年12月、大阪市中央区南船場に第1号店「Hamac de Paradis（アマーク・ド・パラディ）」を開業。
2003年6月、神奈川県横浜赤レンガ倉庫にダイニング&ティールーム「sumire」を開業。2005年、東京都港区にレストラン「ガーブ ピンティーノ」をオープンするとともに、東京本部を設置、関東への本格進出を果たす。
2019年4月、淡路島郡家エリアに3階建て一棟(300席)のレストラン「GARB COSTA ORANGE」を開業。
翌2020年7月、同じく淡路島に「KAMOME SLOW HOTEL」を開業するなど、近年淡路島の地域活性化に注力している。
同社の出店戦略の特徴として、競合他社では出店要件を満たさないような立地にあえて出店する「バッドロケーション戦略」が挙げられる。バッドロケーションとは、にぎわいや通行量は少ないが、気持ちをほっとさせるような街並み、水辺、公園などの周辺環境に恵まれた立地を指し、競合他社が目をつけないからこそ得られる、低家賃、広い面積といった利点を活かした、店づくりに重点を置いている。

## 沿革
- 1991年（平成3年）9月 - 有限会社バルニバービ総合研究所として大阪市西区南堀江で設立
- 1995年（平成7年）12月 - レストラン「アマーク・ド・パラディ」を大阪市中央区南船場で開業し、レストラン事業を創業。
- 1996年（平成8年）2月 - 大阪市中央区南船場に本店移転
- 1998年（平成10年）9月 - 株式会社バルニバービに商号変更
- 2024年（令和6年）9月2日 - 本店所在地を大阪市中央区南船場4丁目12番21号から西区南堀江1丁目14番26号に変更[1]。

## 事業所
- 大阪本部 - 大阪市西区南堀江 1-14-26 中澤唐木ビル 6F
- 東京本部 - 東京都港区海岸3-9-15 LOOP-X 14F